# Нисский, Георгий Григорьевич
Гео́ргий Григо́рьевич Ни́сский (8 [21] января 1903, Новая Белица, Могилёвская губерния — 18 июня 1987, Москва) — советский живописец, один из основателей сурового стиля. Народный художник РСФСР (1965), лауреат Сталинской премии третьей степени (1951). Действительный член АХ СССР (1958).

## Биография
Родился в семье станционного фельдшера на станции Новобелица недалеко от Гомеля (ныне — Новобелицкий район Гомеля, Белоруссия). Рисовать любил с детства, занимался в студии изобразительных искусств, куда попал благодаря местному живописцу Зорину.
После окончания Гомельской художественной студии-школы имени М. А. Врубеля в 1921 году отправился в Москву и поступил на подготовительные курсы при Высших художественно-технических мастерских (ВХУТЕМАС). По окончании курсов перешёл на отделение живописи, где его преподавателями были Роберт Фальк и Александр Древин. Помимо учёбы, много внимания уделял спорту, в частности волейболу и акробатике.
В 1926 году познакомился с Александром Дейнекой. Под влиянием стилистики Общества художников-станковистов, а также творчества Дейнеки и Альбера Марке сложился живописный стиль Нисского. В 1928 году совершил первую поездку на Чёрное море для сбора материала к дипломной работе.
В 1930 году окончил Высший художественно-технический институт (ВХУТЕИН), его дипломная работа — «Интернационал на „Жиль-Барте“. Восстание французских моряков в Одессе в 1919 году», посвящённая черноморскому мятежу (работа сразу после защиты была приобретена Третьяковской галереей).
Конец 1930 и 1931 провёл в Отдельной Краснознамённой Дальневосточной армии, оформлял стенгазеты, делал плакаты и панно. С 1935 года начал сотрудничество с журналом «Мурзилка», его графика печаталась на обложках. В 1936 году совместно с Дейнекой, Георгием Ряжским и Фёдором Богородским ездил в Севастополь и Балаклаву на этюды, летал на аэропланах, ходил на быстроходных катерах. Увлекался парусным спортом. На Пятой Поволжской парусной регате 1944 года в Горьком команда яхты «Ветер», где Нисский был матросом, стала чемпионом.
В сюжетах первых известных работ Нисского, написанных в начале 1930-х годов превалирует железнодорожная тематика: «Осень. Семафоры» (1932), «На путях» (1933), «Октябрь» (1933). Однако во второй половине 1930-х годов художник обращается к морской теме, пишет морские пейзажи (марины), а в 1940-е годы — морские батальные композиции («Манёвры кораблей Черноморского флота», 1937; «Потопление фашистского транспорта», 1942; «На рейде», 1949). Помимо живописи, Нисский много иллюстрировал, оставаясь верен морской теме («Цусима» А. Новикова-Прибоя, «Морская душа» Л. Соболева).
В годы войны оставался в Москве, сотрудничал в «Окнах ТАСС».
В послевоенные годы Нисский обратился к ландшафтному пейзажу, где всё чаще появляются станции, поезда («Белорусский пейзаж», 1947; «Февраль. Подмосковье», 1957). Будучи увлечённым яхтсменом (Нисский владел небольшой трофейной яхтой-швертботом «Нерпой»), он по-прежнему писал водные просторы; однако на этот раз место моря заняли подмосковные водоёмы. Много путешествовал по стране, впечатления воплощались в его полотнах: например, подмеченная из окна быстро несущегося поезда композиция «На Дальнем Востоке» (1963), триптих «Порт на севере» (1956—1957). В советском изобразительном искусстве 1960 годов возник термин «суровый стиль», одним из основателей которого считается Г. Нисский.
Коллеги по цеху всегда считали его крепким пластиком с хорошей кладкой. Художественная молодёжь его обожала: она видела в дяде Жоре — так обычно называли его друзья и молодняк — смельчака и протагониста «сурового стиля» (хотя такого понятия в 1950-е ещё не было), чуть ли не первого художника послевоенного отечественного модернизма.Михаил Боде, «The Art Newspaper Russia» № 66 2018
Действительный член Академии художеств СССР с 1958 года.
Работы художника находятся в собраниях Третьяковской галереи, Русского музея, а также в большинстве крупных музеев бывшего СССР.
Две персональные выставки в Москве состоялись в 1950 и 1959 годах. Нисский — многократный участник выставок советского искусства зарубежом: Париж (1937), Нью-Йорк (1939), Венецианская биеннале современного искусства (1956, 1972), Всемирная выставка в Брюсселе (1958), Варшава (1951), Дели, Калькутта и Бомбей (1952), Прага, Братислава и Брно (1954), Дамаск, Бейрут, Каир (1955), Лондон (1957).

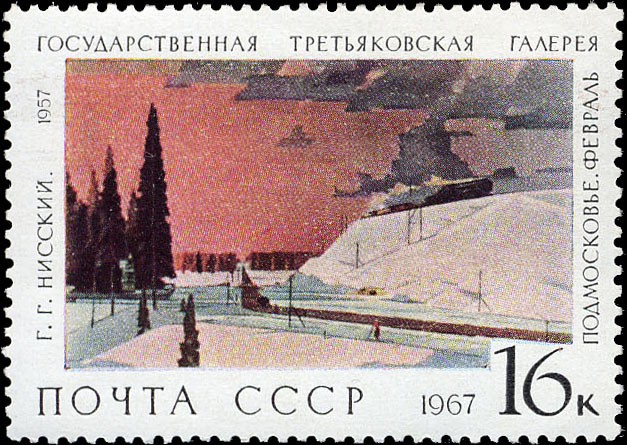
«Февраль. Подмосковье» (1957) на почтовой марке СССР

Жил в «Городке художников» на Верхней Масловке в Москве, в последние годы тяжело болел. Скончался 18 июня 1987 года в доме престарелых. Похоронен в Москве на Кунцевском кладбище (участок № 10).
Ретроспектива художника из собраний 25 музеев России и Белоруссии, а также частных коллекций состоялась в 2018 году в Институте русского реалистического искусства.

### Семья

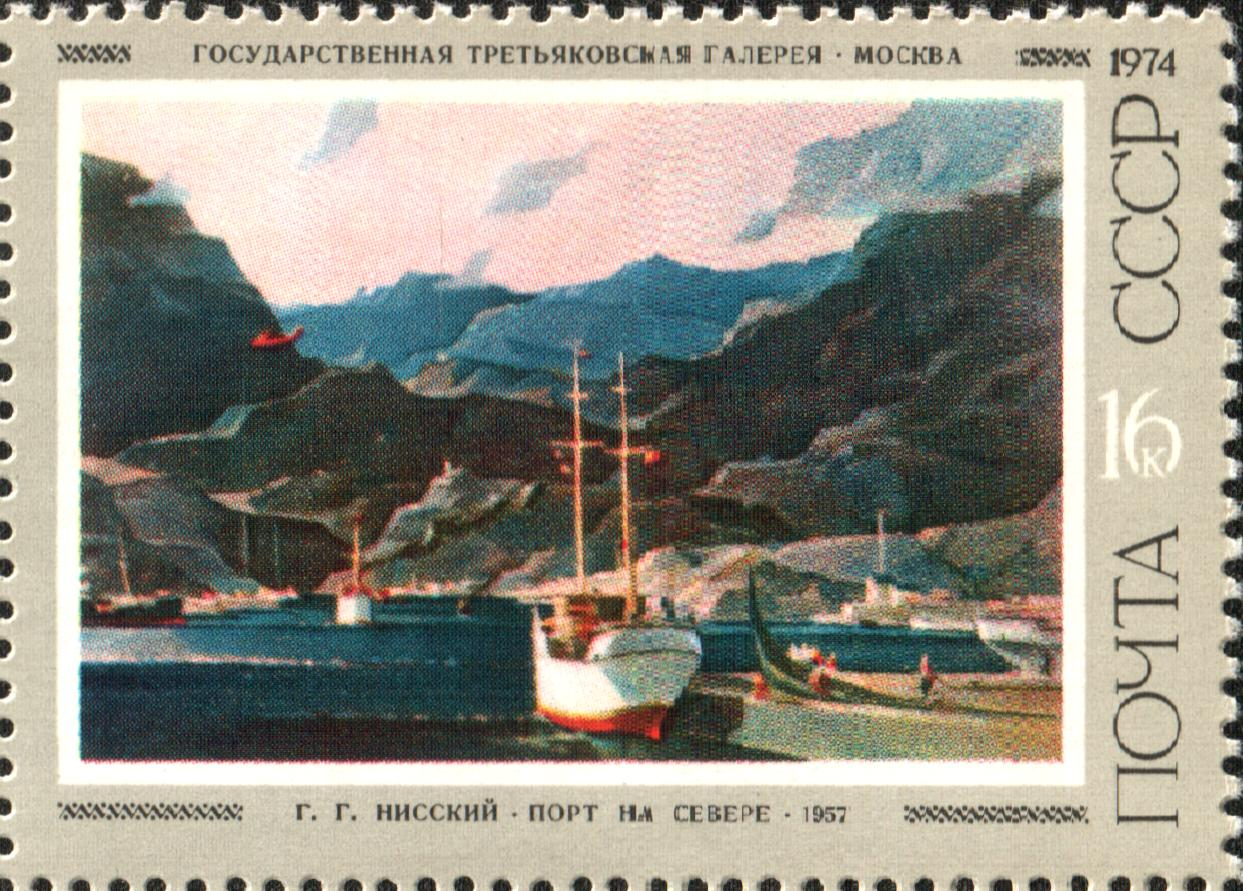
Марка СССР. Картина «Порт на севере»

Жена — Татьяна Маят, фотограф, публиковалась в журнале «Советское фото», преждевременно скончалась от неизлечимой болезни.

## Награды и премии
- Бронзовая медаль на Всемирной выставке в Париже (1937) — за картину «Севастополь. Встреча» (1935)[4];
- орден Трудового Красного Знамени (1943)[11];
- Сталинская премия третьей степени (1951) — за картины «У берегов Дальнего», «Пейзаж с маяком», «Порт Одесса»[1];
- заслуженный деятель искусств РСФСР (1958)[11];
- Бронзовая медаль на Всемирной выставке в Брюсселе (1958)[11];
- Серебряная медаль АХ СССР (1964)[11] — за композицию «На Дальнем Востоке»;
- народный художник РСФСР (1965)[11].